# Come uomo tra gli uomini
Come uomo tra gli uomini è il quarto album di Michele Zarrillo, pubblicato nel 1994 dalla RTI Music.
Due anni dopo l'uscita di Adesso, Zarrillo si ripresenta al pubblico con lo stesso team artistico (Vincenzo Incenzo paroliere, Alessandro Colombini produttore) e la stessa formula (partecipazione al Festival di Sanremo con successiva uscita del disco). Questa volta, però, il risultato è decisamente diverso: la canzone in gara a Sanremo è infatti Cinque giorni, che ottiene subito grandi consensi e che diventerà il brano più rappresentativo del cantautore.
Trainato dal successo del singolo di lancio, l'album ottiene ottimi riscontri di vendita e in classifica arriva fino al 12º posto, attestandosi come 59º disco più venduto dell'anno. Dall'album vengono estratti altri quattro singoli che diventeranno pietre miliari nella discografia di Zarrillo: Il sopravvento, Il canto del mare, Gli assolati vetri e Perdono. Dopo oltre vent'anni di carriera,  l'artista romano raggiunge l'apice del successo.

## Tracce
Testi di Vincenzo Incenzo, musiche di Michele Zarrillo.
1. Cinque giorni – 4:09
2. Il sopravvento – 4:56
3. Il canto del mare – 4:23
4. Gli assolati vetri – 4:14
5. Anna – 4:40
6. Chiedi la luna – 3:21
7. Quando – 4:35
8. Sto cercando amore – 4:38
9. Maddalena – 4:47
10. Perdono – 5:00

Durata totale: 44:43